# Kreis Burg
De Kreis Burg was een kreis in de Duitse Democratische Republiek. De kreis bestond tussen 1952 en 1994 en maakte deel uit van de Bezirk Maagdenburg en aansluitend van de deelstaat Saksen-Anhalt na de Duitse hereniging. Kreisstadt was Burg.

## Geschiedenis
Kort na de Tweede Wereldoorlog werd de Pruisische Landkreis Jerichow I in de Sovjet-bezettingszone in Duitsland hernoemd in Landkreis Burg. De landkreis maakte deel uit van het land Saksen-Anhalt en de bestuurszetel bevond zich in de stad Burg. Op 1 juli 1950 werd de tot dan toe kreisfreie stad Burg opgenomen in de landkreis. Twee jaar later vond er een grote bestuurlijke herindeling in de DDR plaats, waarbij de deelstaten werden opgeheven en Bezirke werden gevormd. Bij deze herindeling werden de landkreise omgevormd tot kreis. De Kreis Burg werd daarbij gevormd uit een groot deel van de oude landkreis en maakte deel uit van de Bezirk Maagdenburg. Het overgebleven deel dat bestond uit 25 gemeenten vormde de Kreis Loburg. Reeds op 20 juni 1957 werd Loburg weer opgeheven en een deel van de gemeenten werd weer bij Burg gevoegd. Na de Duitse hereniging op 3 oktober 1990 werd de kreis, die sinds mei 1990 als Landkreis Burg werd aangeduid, onderdeel van de deelstaat Saksen-Anhalt. Vier jaar later, op 1 juli 1994, werd de landkreis opgeheven en ging hij op in de Landkreis Jerichower Land.
Burg · Gardelegen · Genthin · Halberstadt · Haldensleben · Havelberg · Kalbe (Milde) · Klötze · Loburg · Maagdenburg (Stadtkreis) · Oschersleben · Osterburg · Salzwedel · Schönebeck · Seehausen · Staßfurt · Stendal · Tangerhütte · Wanzleben · Wernigerode · Wolmirstedt · Zerbst